# Tatiana Golovin
Tatiana Golovin (født 25. januar 1988 i Moskva, Sovjetunionen) er en tidligere kvindelig professionel tennisspiller fra Frankrig. Tatiana Golovin flyttede til Frankrig med sine forældre som barn og opnåede fransk statsborgerskab. Senere kom Tatiana Golovin på Nick Bollettieri tennisakademi i Bradenton, Florida, hvor hun i alt opholdt sig i seks år.
Tatiana Golovin højeste rangering på WTA single rangliste var som nummer 12, hvilket hun opnåede 4. februar 2008. I double er den bedste placering nummer 91, hvilket blev opnået 13. august 2007.
Tatiana Golovin fik konstateret en betændelsestilstand i ryggen i 2008 og har af den grund ikke spillet konkurrencetennis siden.